# Tư Mã Nhương Thư
Tư Mã Nhương Thư là danh tướng nước Tề thời Xuân Thu trong lịch sử Trung Hoa, người được ví như "Khương Công tái thế".
Tư Mã Nhương Thư vốn có tên là Điền Nhương Thư, nhân làm quan đến chức đại tư mã nên được gọi là Tư Mã Nhương Thư.

## Thân thế
Theo Sử ký, Tư Mã Nhương Thư vốn họ Điền - vương thất xa của các quân vương Tề. Lúc bấy giờ, Tề là một nước yếu, các nước Tấn và Yên khởi binh lần lượt xâm phạm 2 đất A Chân và Hà Thượng. Nhìn nhận được tài năng và đức độ phi thường của ông, thừa tướng nhà Tề là Án Anh đã tiến cử ông với vua Tề Cảnh Công, Án Anh thưa rằng:
"Người này về mặt văn có thể làm cho dân chúng theo mình, về mặt võ có thể làm cho quân địch sợ uy".
Ông được vua Tề phong làm tướng quân. Trong quá trình cải tổ quân đội, vua Tề theo ý ông phong Trang Giả làm giám quân, Tư Mã Nhương Thư hẹn Trang Giả phải đến quân doanh đúng giờ nhưng vì Trang Giả vốn là người kiêu ngạo, không phục Nhương Thư nên đến muộn. Vì thế Trang Giả bị Nhương Thư chém đầu, nêu gương cho ba quân. Vua Tề Cảnh Công cho người cầm cờ tiết đến tha cho Giả. Nhương Thư liền nói:
"Quân sĩ đã ở trong quân ngũ thì có lúc không cần nghe lệnh của vua."
Sứ giả phi ngựa, cầm cờ tiết vào quân doanh, lại phạm vào quân luật không được phi ngựa trong quân doanh. Vì thế, Tư Mã Nhương Thư chém ngựa và phá xe sứ giả vào, đuổi sứ giả trở về.  Ông là người đối đãi quân sĩ hết sức tốt đẹp, tử tế. Những lúc hành quân, ông thân hành thăm hỏi, vỗ về họ, thậm chí còn mang hết tiền lương, bổng lộc của mình để chia cho sĩ tốt, cùng hưởng lương thực như họ, luôn nhiệt tình giúp đỡ họ lúc ốm đau mệt mỏi. Nhờ thế, uy tín của ông trong doanh rất lớn. Điều này vô tình lại là một mối đe dọa với uy danh của Tề công.
Quân Tấn, Yên khi nghe quân Tề sĩ khí rất thịnh thì liền bãi binh. Nhương Thư dẫn quân thu hồi lại tất cả đất đai bị chiếm về với Tề, giúp cho sức mạnh của nước Tề hay Khương Tề (vì lúc này các vua nước Tề đều mang họ Khương và họ đều là con cháu của Khương Thái Công) thêm phần củng cố.  Sau đó ông được Tề Cảnh Công phong chức Tư mã, từ đó, gia tộc ông cải sang họ Tư Mã.  Nắm được tính đa nghi của vua Tề, các đại phu Bào thị (鲍), Cao thị (高) và Quốc thị (国) liền dèm pha, nói xấu ông trước Tề Công, nên ông bị vua ghét bỏ, ít lâu sau, ông lâm bệnh nặng và qua đời.

## Di sản
Cuộc đời của ông là bi kịch được tạo ra bởi đấu đá chính trị và quan niệm nghi kỵ những công thần có ''công cao quá chủ'' tồn tại xuyên suốt lịch sử phong kiến Á Đông. Tuy vậy, những di sản ông để lại cho hậu thế thì sẽ trường tồn. Tác phẩm ''Tư Mã binh pháp'' của ông, mặc dù trước lúc ông lâm chung vẫn chưa hoàn chỉnh, nhưng vẫn được xem là một trong nhưng bộ binh thư nổi tiếng nhất thời bấy giờ. Về sau, khi vị vua của nước Tề hay Điền Tề (sở dĩ gọi vậy vì sau khi Tề Cảnh Công mất thì các vị vua họ Khương đời sau của nước Tề đều bị quyền thần thao túng quyền hành, sau cùng họ Điền đã phế vị vua cuối cùng của Khương Tề  và họ Điền chiếm luôn nước Tề rồi sai sứ thần sang xin thiên tử nhà Chu sắc phong làm chư hầu mới, nhưng vẫn giữ nguyên quốc hiệu là Tề, bởi vậy mà sử còn gọi là nước Điền Tề để phân biệt với Khương Tề) là Tề Uy Vương Điền Nhân lên ngôi, đã ra sức tiêu diệt cả ba họ Bào-Cao-Quốc, đồng thời giải nỗi oan khuất cho Nhương Thư. Cùng với đó, Uy Vương cho người tiếp tục nghiên cứu và hoàn thiện bộ binh pháp của họ Tư Mã, gọi là Chiến luật.

## Hậu duệ
Có thuyết cho rằng, sau khi Tư Mã Nhương Như qua đời, các con cháu của ông vì sợ bị thanh trừng nên đã rời khỏi nước Tề và đi di tán khắp Trung Nguyên. Phần đông trong số đó chạy đến Tần, vì đây là nước cách xa Tề nhất và là quốc gia hùng mạnh hàng đầu thời bấy giờ. Họ tập trung lại ở vùng Hạ Dương, có nhiều đời làm tướng ở đất Tần. Các hậu duệ đời sau đều noi theo tấm gương oanh liệt của tổ tiên mà trở thành những nhân vật lẫy lừng trong lịch sử Trung Hoa:
Tư Mã Thác (司馬錯), tướng lĩnh nước Tần  thời kỳ Chiến Quốc.
Tư Mã Cận (司馬靳), tướng lĩnh nước Tần cuối thời kỳ Chiến Quốc, phó tướng của Vũ An quân Bạch Khởi và là cháu nội của Tư Mã Thác.
Tư Mã Hân (司馬欣), danh tướng thời Tần mạt và Tây Sở.
Tư Mã Tương Như (司馬相如; 179 TCN - 117 TCN),  thi nhân văn sĩ rất đa tài, văn hay, đàn giỏi đời Tây Hán.
Tư Mã Thiên (司馬遷; 145 TCN – 86 TCN), nhà sử học nổi tiếng thời Tây Hán, tác giả của bộ Sử ký- bộ chính sử đầu tiên trong lịch sử Trung Quốc.
Tư Mã Ý (司馬懿; 179 – 7 tháng 9, 251), tự Trọng Đạt (仲達), là nhà chính trị, nhà quân sự kiệt xuất phục vụ nước Tào Ngụy thời kỳ Tam Quốc.
Các vua nhà Tấn, bắt đầu từ Tư Mã Viêm(司馬炎), là con trai của Tư Mã Chiêu và là cháu nội của Tư Mã Ý.
Tư Mã Quang (司馬光; 1019–1086), tự Quân Thật 君實, hiệu Vu Tẩu 迂叟, thừa tướng nhà Tống.